# Robert I. de Sarrebruck-Commercy
Robert I. de Sarrebruck-Commercy († 1464/65 auf Burg Louvois) aus dem Maison de Broyes war Seigneur de Commercy sowie durch seine Ehe Graf von Roucy und Braine.

## Leben
Robert I. de Sarrebruck-Commercy ist der Sohn von Amé I. de Sarrebruck-Commercy und Marie de Châteauvillain, Dame de Louvois. Durch den Tod seines Vaters im Juni 1414 wurde er Damoiseau, Chevalier und souveräner Herr von Commercy-Château-Haut und Montmirail.
1414 oder 1417 heiratete er Jeanne de Roucy (* 1406; † 3. September 1459) aus dem Haus Pierrepont, Tochter von Jean VI. de Pierrepont, Comte de Roucy et de Braine, und Elisabeth/Isabelle de Montaigu, die im Jahr 1415 Dame de Roucy et de Braine wurde; er selbst nahm nach seiner Heirat den Namen Robert III., Comte de Roucy et de Braine an.

### Die Belagerung von Commercy
Als geborener Krieger war sein Leben von Kämpfen mit seinen Nachbarn geprägt, sei es gegen Erard II. du Châtelet, den Herzog von Lothringen, die Familie von Collin de Levoncourt, Jean de Luxembourg und Antoine de Vaudémont, so sehr, dass seine Feinde bald einen Pakt schlossen, in dem sie schworen, „mit Gottes Hilfe die Burg und die Stadt Commercy und andere Orte, die sich im Besitz von Robert, seinen Helfern, Dienern und Komplizen befanden, abzureißen und zu ruinieren, um ihre Untertanen von seinen Plünderungen, Diebstählen, Beschwerden, Schäden und Bedrückungen zu befreien“. Am 18. September 1434 wurde dieser Pakt mit der Belagerung der Burg Commercy, die sechs Wochen dauern sollte, in die Tat umgesetzt. Robert ergab sich, zahlte eine Kaution von 200.000 Écu und schwor, nie wieder in Lothringen, Bar, Luxemburg, Metz usw. Schaden anzurichten. Kaum hatten die Truppen die Belagerung abgebrochen, zog Robert mit 1500 Mann weiter und verwüstete Lothringen. Herzog René von Lothringen als Vergeltung die Belagerung von Commercy wieder auf, die bis zum 13. Dezember 1434 andauerte, als ein neuer Vertrag unterzeichnet wurde, durch den Robert gezwungen wurde, 100.000 Écu zu zahlen und seinen Sohn Amé II. als Geisel unter der Aufsicht von Thomas de Dugny in diue Burg Sorcy zu geben.

### Der Krieg gegen René von Anjou
Robert hatte sich endlich von seiner kriegerischen Leidenschaft besänftigt, als er am 18. Oktober 1435 auf dem Rückweg von einer Reise in die Hände der Herren von Loupes fiel. Diese waren Gefangene von Roberts Vater Amé I. gewesen und sahen darin eine gute Möglichkeit, sich zu rächen. Sie verhafteten ihn mit vier Gefährten und hielten ihn bis August 1436 gefangen, bevor er auf Wunsch von Herzog René nach Nancy gebracht wurde, wo er bis März 1437 gefangen gehalten wurde. Im darauffolgenden Jahr, am 27. Februar, versammelte Robert 500 Reiter sowie eine Truppe von Fußsoldaten, um seinen Feldzug auf den Ländereien von Metz wieder aufzunehmen. 1439 war für Robert ein Jahr ohne Feldzug, sodass er die Befestigungen von Commercy ausbaute und mehrere Häuser und Scheunen kaufte. Der Frieden sollte nicht lange anhalten, denn Antoine de Vaudémont befand sich seit mehreren Jahren im Krieg mit Herzog René von Anjou – und dies diente Robert als Vorwand, um sich für die Beleidigungen des Herzogs zu rächen und gegen Lothringen zu den Waffen griff.

### Die Intervention Karls VII.
Aber wie üblich sann Robert nach seinem Kniefall weiter auf Rache, weshalb er seinen Feldzug gegen Metz wieder aufnahm. Erneut wurde eine Expedition gegen Robert organisiert, sechs Kompanien wurden rekrutiert und zogen gegen Commercy. Robert, der 200 Burgunder um Hilfe gebeten hatte, wendete den Krieg zu seinen Gunsten und kehrte mit einer Beute von mehr als 3000 Goldgulden in seine Stadt zurück.
Robert nahm im Dienst Karls VII. an der Belagerung von Dieppe (ab 2. November 1442) teil, das von den Engländern besetzt war und am 15. August 1443 gestürmt wurde, sowie an der Belagerung von Mömpelgard teil.

### Die Écorcheurs
Die Écorcheurs, die als Söldner im Dienst von Karl VII. standen, waren nach dem Hundertjährigen Krieg arbeitslos und mehrere Banden verwüsteten die Landschaften. Im Jahr 1443 rekrutierte Robert 3000 von ihnen und ließ sie gegen das Metzer Land los. Von Krieg zu Rückzug und von Beute zu Lösegeld fuhr Robert fort, das Barrois zu verwüsten: Erneut bildete sich eine Koalition gegen Robert, die diesmal von dem jungen Louis d’Anjou-Commercy, dem Sohn des Herzogs René und Isabella von Lothringen, angeführt wurde. Roberts Kapitulationsbedingungen sahen vor, dass Johann III. von Nassau-Saarbrücken das Château-Bas de Commercy an Louis verkaufen sollte. Der Vertrag wurde dem Herzog René vorgelegt, der nun verlangte, dass die neuen Gebäude des Château-Bas zerstört, der alte Eingang der Burg in die Stadt wiederhergestellt und die Garnison reduziert werden sollte. Der Vertrag sollte von Robert ratifiziert werden, doch durch einen glücklichen Zufall war dieser nicht anwesend; daher wurde er dem Gouverneur des Château-Haut, Simonnet de Bohain, dem Propst Durand Aubert, den Offizieren und den Honoratioren der Stadt vorgelegt. Alle weigerten sich, das Dokument zu unterzeichnen, wobei Simonnet de Bohain angab, dass „er hier sei, um das Schloss zu bewachen und nicht, um diplomatische Mitteilungen zu empfangen“.
Robert konnte sich nicht ewig drücken, und so kam es, dass Herzog René 1445, als ihm die Argumente ausgingen, den König bei dessen Besuch in Nancy dazu ansprach. Am 13. Januar wurde Étienne Richard, Renés Sergeant, zu Robert geschickt, der ihn aufforderte, vor dem Monarchen zu erscheinen und ihm die Huldigung zu überreichen, die er ihm schuldete. Nach einigem Widerstand musste Robert sich erneut beugen und am 7. Mai huldigte er dem König für Commercy und seine Besitzungen.
Robert III. de Sarrebruck-Commercy, Comte de Roucy et de Braine, starb im Jahr 1464 oder 1465 auf der Burg Louvois. Er wurde in Commercy bestattet.

## Ehe und Familie
Die Kinder von Robert I. de Sarrebruck-Commercy und Jeanne de Roucy sind:
- Michel († jung)
- Jean VII., (vers 1430; † 19. Juni 1497 auf Burg Montaigu-en-Laonnois), 1459 Comte de Roucy, Vidame de Laon, Seigneur de Pierrepont etc. ⚭ (Ehevertrag vom 16. Mai 1468 und 14. Februar 1469) Catherine d’Orléans (* wohl 1449; † 30. Mai 1501 in Bray-sur-Seine), Tochter von Jean bâtard d’Orléans, Comte de Longueville (Haus Orléans-Longueville) und Marie d’Harcourt
- Amé II. († 1476), 1465 Comte de Braine, Seigneur de Commercy; ⚭ 1462 Guillemette de Luxembourg († vor 9. April 1500), Tochter von Thibault von Luxembourg, Comte de Brienne (Haus Luxemburg-Ligny), und Philippotte de Melun; sie heiratete 1478 in zweiter Ehe Gilles des Belleville, Seigneur de Montagu († 1503), Sohn von Jean III. de Harpedane, Seigneur de Belleville (Haus Harpedane), und Marguerite Batârde de Valois (Tochter von König Karl VI. und Odette de Champdivers) (Haus Valois)
- Marie († 18. Dezember 1508[4]), Dame de Hornoy (Bailleul-en-Vimeu); ⚭ (Ehevertrag vom 20. Oktober 1451) Jean V., Vicomte de Melun, (1430/3; † 25. Oktober 1513 in Gent), Seigneur d’Antoing et d’Épinoy, Burggraf von Gent, Sohn von Jean IV. de Melun (Haus Melun) und Jeanne d’Abbeville
- Jeanne; ⚭ vor 1463 Christophe de Barbançon († zwischen 13. Februar 1496 und 7. Februar 1501), Seigneur de Cany, Sohn von Jean III. de Barbançon, Baron de Werchin, Seigneurde Jeumont, und Jeanne Le Flamenc